# Smilium aries
Smilium aries är en kräftdjursart som först beskrevs av Hoek 1907.  Smilium aries ingår i släktet Smilium och familjen Scalpellidae. Inga underarter finns listade i Catalogue of Life.